# مونيا أبلق
مونيا أبلق (الاسم العلمي: Lonchura bicolor) (بالإنجليزية: Black-and-white Munia)‏ هي نوع من الطيور تتبع جنس المونيا من فصيلة شمعية المنقار.